# Brocchinia delicatula
Brocchinia delicatula là một loài thực vật có hoa trong họ Bromeliaceae. Loài này được L.B.Sm. mô tả khoa học đầu tiên năm 1960.